# Tazz
Peter Senerchia (11 de octubre de 1967) es un locutor de radio, comentarista, judoka y luchador profesional retirado estadounidense, más conocido por su nombre artístico Tazz y actualmente conocido como Taz (apócope de sus anteriores nombres artísticos: The Tasmanian Devil y The Tazmaniac). Actualmente es comentarista en All Elite Wrestling.
Senerchia es locutor de radio y presenta su propio programa llamado The Taz Show, en el que trata toda la actualidad deportiva y, concretamente, versa sobre lucha libre profesional, especialmente centrado en la WWE, de la que él formó parte. Analiza eventos de la WWE con regularidad y entrevista a luchadores y personalidades conocidas del wrestling. También tiene un canal de YouTube con el mismo nombre en el que se suben la mayoría de sus pódcast (en los que se apoda como The Human Podcast Machine en alusión a su antiguo apodo como luchador en activo).
En 2009, Senerchia trabajó para la empresa Total Nonstop Action Wrestling (TNA) junto a Mike Tenay como comentarista de TNA Impact Wrestling y los eventos PPV. Es conocido por su paso en la Extreme Championship Wrestling (ECW) desde 1993 hasta 2000 y en la World Wrestling Federation/Entertainment desde 2000 hasta 2008, empresa en la que terminó su carrera como luchador y empezó como comentarista de las marcas SmackDown! y ECW.
A lo largo de su carrera, ha conseguido dos campeonatos mundiales, al ganar en dos ocasiones el Campeonato de la ECW. También ganó el Campeonato de la Televisión de la ECW, el Campeonato Mundial por Parejas de la ECW, al igual que (kayfabe) creó el Campeonato de la FTW.

## Carrera

### Inicios
Senerchia debutó en la lucha libre profesional en Puerto Rico en 1987, después de ser entrenado por Johnny Rodz. Luchó como Kid Krush antes de cambiarse el nombre a Tazmaniac, el cual usaría frecuentemente el resto de su carrera. A principios de los 90 empezó a luchar para la International World Class Championship Wrestling donde fue el Campeón de los Pesos Ligeros de IWCCW durante seis meses en 1991.

### Eastern Championship Wrestling / Extreme Championship Wrestling (1993-2000)
En octubre de 1993, él y Jack Chetti debutaron en la Eastern Championship Wrestling de Filadelfia como "The Tazmaniacs". Cuando ese equipo se separó, Senerchia formó un grupo con Kevin Sullivan, con quien ganó los Campeonato Mundial por Parejas de la ECW dos veces. Durante su segundo reinado como campeón por parejas, Senerchia ganó el Campeonato de la Televisión de la ECW. Durante el resto del año Senerchia fue luchador por parejas. En 1995 ganó una vez más el Campeonato Mundial por Parejas de la ECW, esta vez junto con Sabu, hasta que Sabu fue despedido por el dueño de ECW Paul Heyman por no aparecer en un evento.
Senerchia estuvo lesionado en el cuello gran parte de 1995. Durante un combate por parejas, 2 Cold Scorpio y Dean Malenko aplicaron un "spike piledriver", y aunque sabía que le podían lesionar, no tuvo tiempo de protegerse. Como explicó en el documental The Rise and Fall of ECW, el impacto le destrozó la parte de atrás de su cuello. La lesión de cuello fue tan mala que, según Tommy Dreamer, los encargados del hospital no podían creer que había caminado hasta el hospital donde le atendieron después del combate.
Cuando regresó, lo hizo con un renovado gimmick y usó el nombre de 'Taz. El nuevo carácter le agregó una mayor intensidad física a su estilo de ring, enfocando su ofensiva en los suplex que el anunciador Joey Styles nombró como "Tazzplex" mereciéndole el nick de "Human Suplex Machine". También debutó en su movimiento especial: el Tazzmission, causando a los oponentes a rendiciones al señalar su sumisión como en artes marciales mixtas en cambio aunque parecía que no quería en su cabeza resonaba un "sí". Sus cualidades pronto le ayudaron a hacer giras por el país con otras compañías. Después de un feuds con 2 Cold Scorpio, Jason y el veterano campeón del Ultimate Fighting Championship, Paul Varelans, Tazz y su compañero Sabu estuvieron en un ángulo recordando un incidente ocurrido varios años antes. A pesar de eso siguieron formando equipo durante 1996 y 1997, incluyendo el tiempo en el que tuvieron lugar altercados en Monday Night Raw, la empresa que "eclipsaba" a su show, durante una colaboración conjunta de las dos compañías. El feudo culminó en el primer pay-per-view de la ECW, Barely Legal, donde Tazz derrotó a Sabu con su Tazmission, únicamente para salvar a su mánager, Bill Alfonso, para cambiar de pupilo a Sabuy su otro compañero, Rob Van Dam. Dos meses después, en ECWWrestlepalooza, Tazz logró su segundo reinado con el ECW Television Championship comenzando otro feudo con Bam Bam Bigelow en el cual perdió el campeonato.
Después de perder el TV championship, Tazz estuvo al nivel de los aspirantes al World Heavyweight Championship. En mayo de 1998, aprovechando la lesión que impedía luchar a Shane Douglas , Tazz consiguió su viejo Television Championship y comenzó a interrumpir promos declarándose así mismo el Campeón del FTW Heavyweight del mundo. Hasta que el campeonato no fue sancionado, lo defendió cuando todavía Douglas estaba lesionado, al tiempo que Tazz consiguió el ECW World Heavyweight Chapionship. Justo antes de conseguirlo, Tazz "dio" eltítulo de la FTW un largo tiempo a Sabu en un combate donde le engañó en el último momento y tuvo ocasión de ganar por pin. Tazz retuvo el ECW World Championship durante nueve largos meses hasta fichar por la World Wrestling Federation, perdiendo el título (debido a su fichaje) como el primer eliminado en un three way dance en Anarchy Rulz. Cuando caminaba fuera del ring dirigiéndose a los bastidores, apareció la mitad del equipo de ECW para darle una emotiva, y merecida, despedida en los aledaños del ring. Después de dejar la ECW apareció para pelear en el PPV November to Remember, perdiendo ante Rob Van Dam vía pinfall.

### World Wrestling Federation / Entertainment (2000-2009)

#### Luchador
Taz debutó en la World Wrestling Federation en el evento Royal Rumble donde consiguió ganar al imbatido Kurt Angle. Luego tuvo un breve feudo contra The Big Boss Man & Prince Albert. En No Way Out, derrotó a The Big Boss Man por descalificación debido a que Prince Albert lo atacó y después del combate continuó siendo atacado por Boss Man & Albert, aunque Intentó contraatacar pero no pudo. A la noche siguiente en Raw Is War, derrotó a Chris Benoit por descalificación debido a que The Big Boss Man & Prince Albert lo atacaron, a la noche siguiente en SmackDown!, se enfrentó a Crash Holly por el Campeonato Violento de la WWF, sin embargo perdió, durante el combate The Big Boss Man & Prince Albert interfirieron atacándolo pero está vez si pudo defenderse, a la noche siguiente en Jakked, junto a Test se enfrentaron a The Big Boss Man & Prince Albert, sin embargo terminó en doble conteo de 10 afuera del ring, la siguiente semana en SmackDown!, se enfrentó al Campeón Euro-Continental de la WWF Kurt Angle por el Campeonato Intercontinental de la WWF, ganando por descalificación debido a que Bob Backlund lo atacó, pero fue salvado por Chris Jericho, la siguiente semana en Raw Is War, se enfrentó al Campeón Euro-Continental de la WWF Kurt Angle y a Chris Jericho en una Triple Threat Match por el Campeonato Europeo de la WWF, sin embargo perdió, durante el combate, Bob Backlund interfirio a favor de Angle, a la noche siguiente en SmackDown!, junto a Chris Jericho derrotaron al Campeón Euro-Continental de la WWF Kurt Angle & Bob Backlund por descalaficación debido a que The Radicalz(Chris Benoit & Eddie Guerrero) atacaron a Jericho, Chyna & Angle, la siguiente semana en Raw Is War, comenzó a competir en la división Hardcore por el Campeonato Violento de la WWF, interfiriendo con un árbitro en el combate entre The Hollys(Crash & Hardcore) contra Head Cheese(Al Snow & Steve Blackman), atacando a Crash Holly para conseguir el Campeonato Violento de la WWF debido a la "Regla 24/7" del título, comenzando un feudo contra Crash Holly por el Campeonato Violento de la WWF, 4 días después en Jakked, derrotó a Gangrel, a la siguiente noche en Sunday Night Heat, junto a Chris Jericho derrotaron a Edge & Christian, a la noche siguiente en Raw Is War, interfirio en el combate por el Campeonato Violento de la WWF entre Crash Holly contra Hardcore Holly, intentando conseguir el título gracias a la "Regla 24/7", sin embargo no pudo debido a que llegaron más luchadores como The Headbangers(Mosh & Trasher), Víscera, Mean Street Posse(Pete Gas, Rodney Leinhardt & Joey Abs) & Kaentai(Taka Michinoku & Funaki) y a la noche siguiente en SmackDown!, se enfrentó a Crash Holly por el Campeonato Violento de la WWF, sin embargo terminó sin resultado debido a la interferencia de Hardcore Holly, The Headbangers(Mosh & Trasher), Víscera, Mean Street Posse(Pete Gas, Rodney Leinhardt & Joey Abs) & Kaentai(Taka Michinoku & Funaki). En WrestleMania 2000, participó en el 13-Man Hardcore 15-minutes Battle Royal por el Campeonato Violento de la WWF enfrentándose a Crash Holly, Hardcore Holly, The Headbangers(Mosh & Trasher), Víscera, Mean Street Posse(Pete Gas, Rodney Leinhardt & Joey Abs), Kaentai(Taka Michinoku & Funaki) & The Acolytes(Bradshaw & Faarooq), ganando por primera vez el título al cubrir a Crash, pero lo perdería segundos después cuando Víscera lo cubrió en ringside, minutos más tarde ganó el título por 2da vez al cubrir a Gas en ringside pero minutos después lo perdería cuando Crash lo cubrió después de golpearlo con una bandeja metálica. A la noche siguiente en Raw Is War, se enfrentó a Chris Benoit por el Campeonato Intercontinental de la WWF, sin embargo perdió, a la noche siguiente en SmackDown!, se enfrentó a Perry Saturn sin embargo terminó sin resultado, comenzando un breve feudo aparte, la siguiente semana en Raw Is War, junto a Too Cool(Rikishi & Scotty 2 Hotty) derrotaron a The Radicalz(Chris Benoit, Dean Malenko & Perry Saturn), a la noche siguiente en SmackDown!, atacó a Perry Saturn con una bandeja metálica y cubriéndolo ganando el Campeonato Violento de la WWF por 3ra vez, sin embargo fue atacado por Crash Holly con otra bandeja metálica, perdiendo el Campeonato Violento de la WWF. Dos meses después de que Taz llegara a la WWF, Mike Awesome, el hombre que le quitó el Campeonato Mundial de la ECW, firmó con la World Championship Wrestling. Paul Heyman evitó legalmente que Awesome se llevara el título consigo, así que la ECW y la WWF acordaron que lo tuviera Taz. Taz, un luchador de la WWF, hacía su aparición por sorpresa en la ECW, derrotando a Awesome, un luchador de la WCW, por el Campeonato de la ECW. El 20 de abril de 2000, Taz perdió frente al entonces campeón Campeón de la WWE Triple H en un combate no titular. Taz retuvo su título durante una semana hasta que Tommy Dreamer le venció en CyberSlam.
Tras perder el título de la ECW, Tazz intentó conseguir el Campeonato Intercontinental de la WWF, pero nunca lo ganó. En el verano, tras estar ausente por una lesión en su brazo, cambió a heel y tuvo una rivalidad con Jerry "the King" Lawler, peleando en SummerSlam, donde fue derrotado y en Unforgiven, donde ganó donde consiguió ganar con ayuda del debutante raven. Tras esto, hicieron un equipo que duró hasta noviembre de ese año.
Cuando empezó el ángulo de La Invasión Tazz actuó como "la voz de La Alianza", apoyándolos y poniéndose de su parte tanto como su objetividad fuese posible. Taz eventualmente dejó la lucha libre profesional, después de que Stone Cold Steve Austin criticara su decisión de quedarse en comentarios, en vez de ayudar al líder de Alliance; Stephanie McMahon.
Lawler volvió a la compañía el 19 de noviembre de 2001 y asumió su puesto de comentarista, con Taz siendo un luchador y comentarista a la vez. En enero de 2002, Taz y Spike Dudley ganaron los Campeonatos Mundiales por Parejas de la WWF. En Royal Rumble, junto a Spike Dudley derrotaron a The Dudley Boys(Bubba Ray Dudley & D-Von Dudley) y retuvieron los Campeonatos Mundiales por Parejas de la WWF. En No Way Out, junto a Spike Dudley derrotaron a Booker T & Test reteniendo los Campeonatos Mundiales por Parejas de la WWF hasta ser derrotados por Billy Gunn & Chuck.

#### Comentarista
Debido a sus lesiones, Tazz comenzó a trabajar como comentarista en Sunday Night Heat en octubre del año 2000. Se unió a SmackDown! en febrero de 2001 cuando Jerry "the King" Lawler se fue de la WWE. Cuando la WWE se dividió en dos marcas, Tazz fue enviado a SmackDown!, en donde nuevamente se estableció como comentarista. Trabajó como comentarista en SmackDown! hasta que una tercera marca, la ECW, fue introducida, lo que hizo que Tazz se fuera a dicha marca. En ECW One Night Stand, Tazz derrotó a Jerry Lawler en una lucha que duró 30 segundos. Durante el episodio del 29 de abril de 2008 de ECW, Mike Adamle dejó la mesa de comentaristas durante el evento central. Momentos después, después de leer la cartelera de un evento, Tazz dejó la mesa también, dejando la lucha final sin comentaristas. En agosto de 2008, Tazz sustituyó a Mick Foley en la marca de SmackDown, mientras que Matt Striker sustituyó a Tazz en la marca de ECW. Desde que Foley se fue de la World Wrestling Entertainment, Tazz fue el comentarista permanentemente de Friday Night SmackDown! , hasta que el 31 de marzo de 2009 se fue de la WWE al no querer renovar su contrato.

### Total Nonstop Action Wrestling (2009-2015)
Hizo su debut en la Total Nonstop Action Wrestling (TNA) en el PPV Victory Road durante la lucha entre Sting y Samoa Joe ayudando a que este último venciera a su oponente. En ese mismo evento se unió a The Main Event Mafia como el mentor de Joe. Sin embargo, en la edición del 20 de agosto de 2009 reemplazó a Don West como comentarista, volviéndose en el proceso face, dejando de ser el mentor de Joe y abandonando The Main Event Mafia.
El 17 de enero de 2013 en Impact Wrestling interrumpió en la boda de Bully Ray y Brooke Hogan revelándose como miembro de Aces & Eights y cambiando a Heel.El 15 de abril de 2015, anunció su salida de la empresa

### Regreso a WWE (2016)
En noviembre de 2016, Tazz apareció en el especial de WWE Network, The Authentic Untold Story of ECW, junto con los exluchadores y gerentes de ECW Paul Heyman, Bubba Ray Dudley, D-Von Dudley y Tommy Dreamer. En el especial de una hora presentado por Corey Graves, los invitados hablaron sobre sus experiencias en ECW y el legado de la promoción en la lucha profesional.

### All Elite Wrestling (2019–presente)
El 12 de octubre de 2019, Taz hizo una aparición especial en All Elite Wrestling (AEW), que apareció en AEW Dark el 22 de octubre como comentarista invitado. El 9 de noviembre de 2019, Taz hizo su aparición como invitado durante Full Gear como comentarista previo al espectáculo. El 1 de enero de 2020, episodio de AEW Dynamite, Taz hizo su debut en Dynamite con comentarios para Tony Schiavone. El 16 de enero de 2020, se anunció que Taz había firmado oficialmente un acuerdo de varios años con AEW, y que estaba listo para ser miembro de la transmisión de AEW.

## En lucha
- Movimientos finales

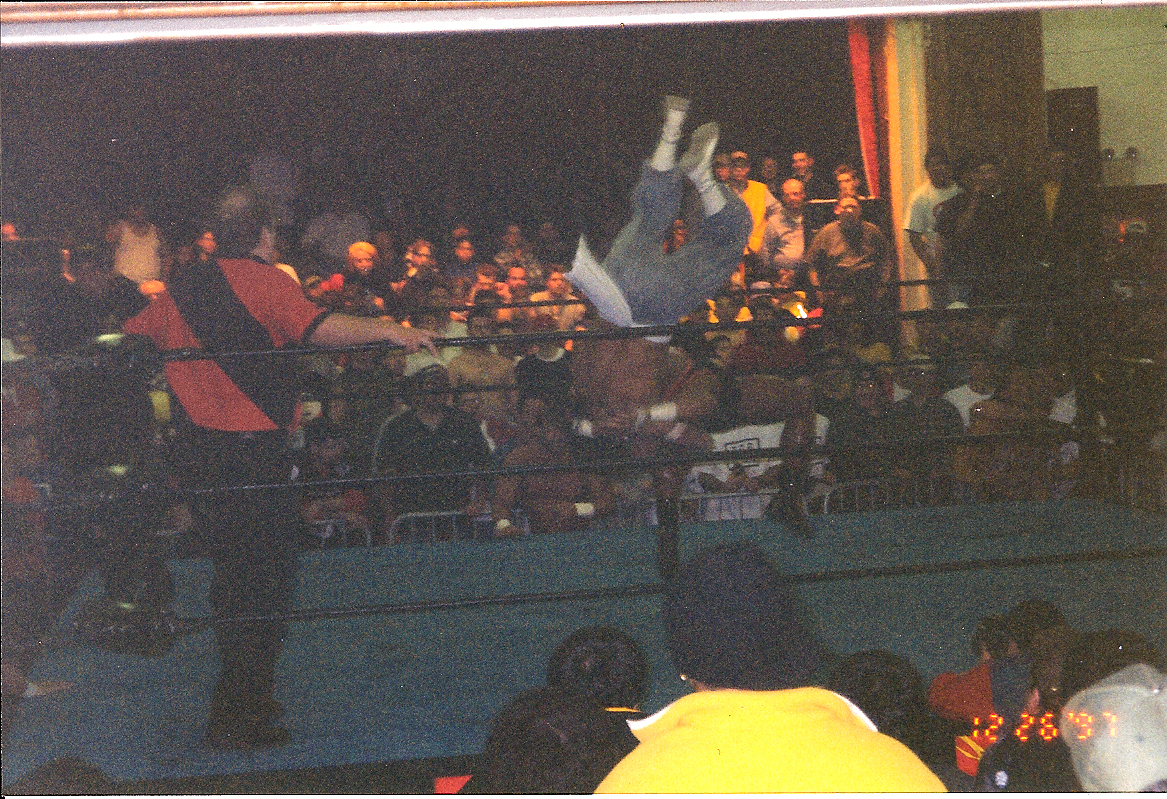
Tazz aplicándole un "Suplex" a Sabu.

  - Tazmission (ECW) / Tazzmission (WWE) (Half Nelson choke, a veces con bodyscissors)
  - Tazmision-Plex[32] (ECW) / Tazzmission-Plex (WWE) (Half Nelson choke suplex)

- Movimientos de firma
  - Angry Man's Clothesline (Lariat)
  - Brooklyn Boot / Angry Man's Boot (Running big boot)
  - Concrete Crash (Double leg slam)
  - Varios tipos de suplex:
    - Hardway (Half Nelson)
    - T-Bone Suplex (Exploder)
    - Tazz Capture (Capture)
    - Modified head and arm, a veces desde una posición elevada
    - Overhead belly to belly, a veces desde una posición elevada
    - Overhead underhook
    - Pumphandle
    - Northern Lights
    - Wheelbarrow
    - Dragon
    - Doule chickenwing
    - Bridging German

  - Cross armbar
  - Hurricanrana
  - Kneelock

- Managers
  - Bill Alfonso
  - Woman
  - Paul Heyman

- Luchadores dirigidos
  - Samoa Joe
  - Brian Cage
  - Ricky Starks
  - Powerhouse Hobbs
  - Hook (luchador)
- Apodos
  - The Human Suplex Machine
  - The Human Wrecking Machine
  - The One Man Crime Spree
  - The Path of Rage
  - The Most Miserable Man / Son of a Bitch on the Planet

## Campeonatos y logros
- Amateur Wrestling
  - Empire States Heavyweight Championship[33]
- Century Wrestling Alliance
  - CWA Light Heavyweight Championship (1 vez)[1]
- Eastern / Extreme Championship Wrestling
  - ECW FTW Heavyweight Championship (2 veces)[6]
  - ECW Tag Team Championship (2 veces)[5] – con Kevin Sullivan (2) y Sabu (1)
  - ECW World Heavyweight Championship (2 veces)[3]
  - ECW World Television Championship (2 veces)[4]
  - Triple Crown Champion (cuarto)
- International World Class Championship Wrestling
  - IWCCW Light Heavyweight Championship (1 veces)[7]
- World Wrestling Federation
  - WWF Hardcore Championship (3 veces)[34]
  - WWF Tag Team Championship (1 vez) – con Spike Dudley[26]
- Pro Wrestling Illustrated
  - Situado el número #107 de los PWI 500 en 1994[35]
  - Ranqueaedo el número #53 en el 95 
  - Situado el número #46 en el 96 
  - Situado el número #11 en el 1997 
  - Situado el número #36 en el 98 
  - Situado el número #55 en el 2000 
  - Situado el número #140 en el 2001 
  - PWI ranked him # 10 of the 500 best singles wrestlers in the PWI 500 in 1999.[36]
  - PWI ranked him # 147 of the 500 best singles wrestlers during the PWI Years in 2003.[37]

- Wrestling Observer Newsletter
  - Worst Gimmick (2013) Aces & Eights[38]
  - Worst Television Announcer (2013)[39]

## Vida personal
Senerchia actualmente reside en Long Island, Nueva York con su mujer Theresa Smith y su hijo, Tyler. Él es el primo del luchador Chris Chetti, el cual ayudó a entrenar cuando era el entrenador líder de House of Hardcore de la ECW.
Actualmente, Senerchia conduce su propio programa de radio y podcast The Taz Show. En el programa, analiza la actualidad de la lucha libre profesional y especialmente la relativa a la WWE, empresa de la que formó parte.
Senerchia fue entrenado en Judo y retiene un 3º dan de cinturón negro. El attendió en C.W. Post en Long Island durante 4 años y jugó en el equipo de fútbol. Él empezó su carrera de lucha libre cuando estaba en el colegio.
Senerchia tiene un tattoo de Looney Tunes El Demonio de Tazmania en la parte de arriba de su bíceps izquierdo acompañado por la leyenda de Taz. Él también tiene un tatoo diseñado por él mismo en la parte de abajo de su bíceps izquierdo.
Senerchia es de origen italiano.